# Stan wojenny w Polsce (1939–1945)
Stan wojenny w Polsce 1939-1945 – stan wojenny wprowadzony na obszarze całego państwa polskiego 1 września 1939 r. na podstawie ustawy o stanie wojennym zarządzeniem Prezydenta Rzeczypospolitej w związku z agresją hitlerowskich Niemiec na Polskę. Wszedł w życie z dniem 1 września 1939.
Zniesiony 17 grudnia 1945 r. na podstawie ustawy o organizacji i zakresie działania rad narodowych zarządzeniem Prezydium Krajowej Rady Narodowej.